# Palestina (staat)
Palestina (Arabisch: فلسطين, Filistīn) ofwel Staat Palestina (Arabisch: دولة فلسطين, Dawlat Filasṭin) is een land dat bestaat uit twee gebieden, de Gazastrook en de Westelijke Jordaanoever, met Oost-Jeruzalem als hoofdstad. De Gazastrook grenst aan Israël en Egypte en heeft een kust aan de Middellandse Zee. De Westelijke Jordaanoever (inclusief Oost-Jeruzalem) grenst aan Israël, en in het oosten aan Jordanië met als grens de rivier de Jordaan en de Dode Zee.
Palestina wordt door 146 van de 193 lidstaten van de Verenigde Naties erkend (sinds 2024), echter niet door de meeste westerse landen en niet door Israël, dat in de Zesdaagse Oorlog van 1967 een groot deel van het grondgebied van Palestina heeft bezet en sindsdien onder militaire controle houdt. De Gazastrook werd in 2005 door Israël verlaten, maar werd, op de grens met Egypte na (ook meestal afgesloten), te land, ter zee en vanuit de lucht militair afgesloten en sinds 2007 aan een blokkade onderworpen.
In 1988 verklaarde de in 1964 opgerichte Palestijnse Bevrijdingsorganisatie (PLO) de Staat Palestina (de Palestijnse gebieden omvattend) onafhankelijk. In 1993 werden tussen Israël en de PLO de Oslo-akkoorden gesloten, die zorgden voor de oprichting van de Palestijnse Autoriteit, die het gezag kreeg over een deel van de Palestijnse gebieden. In 2007 verdeelde de overname van de Gazastrook door de fundamentalistisch-islamistische Hamas de bevolking, Abbas van Fatah kreeg de controle over de Westelijke Jordaanoever en werd internationaal erkend als de officiële Palestijnse Autoriteit terwijl Hamas controle bleef houden over de Gazastrook.
Op 29 november 2012 verkreeg Palestina de status van "waarnemerstaat niet-lid" binnen de Verenigde Naties toen Resolutie 67/19 van de Algemene Vergadering van de Verenigde Naties met grote meerderheid werd aangenomen.
Op 22 mei 2024 verklaarden Noorwegen, Spanje en Ierland Palestina officieel te erkennen.
Op 4 juni 2024 sloot Slovenië zich daarbij aan, en in 2025 Frankrijk ook.

## Naam

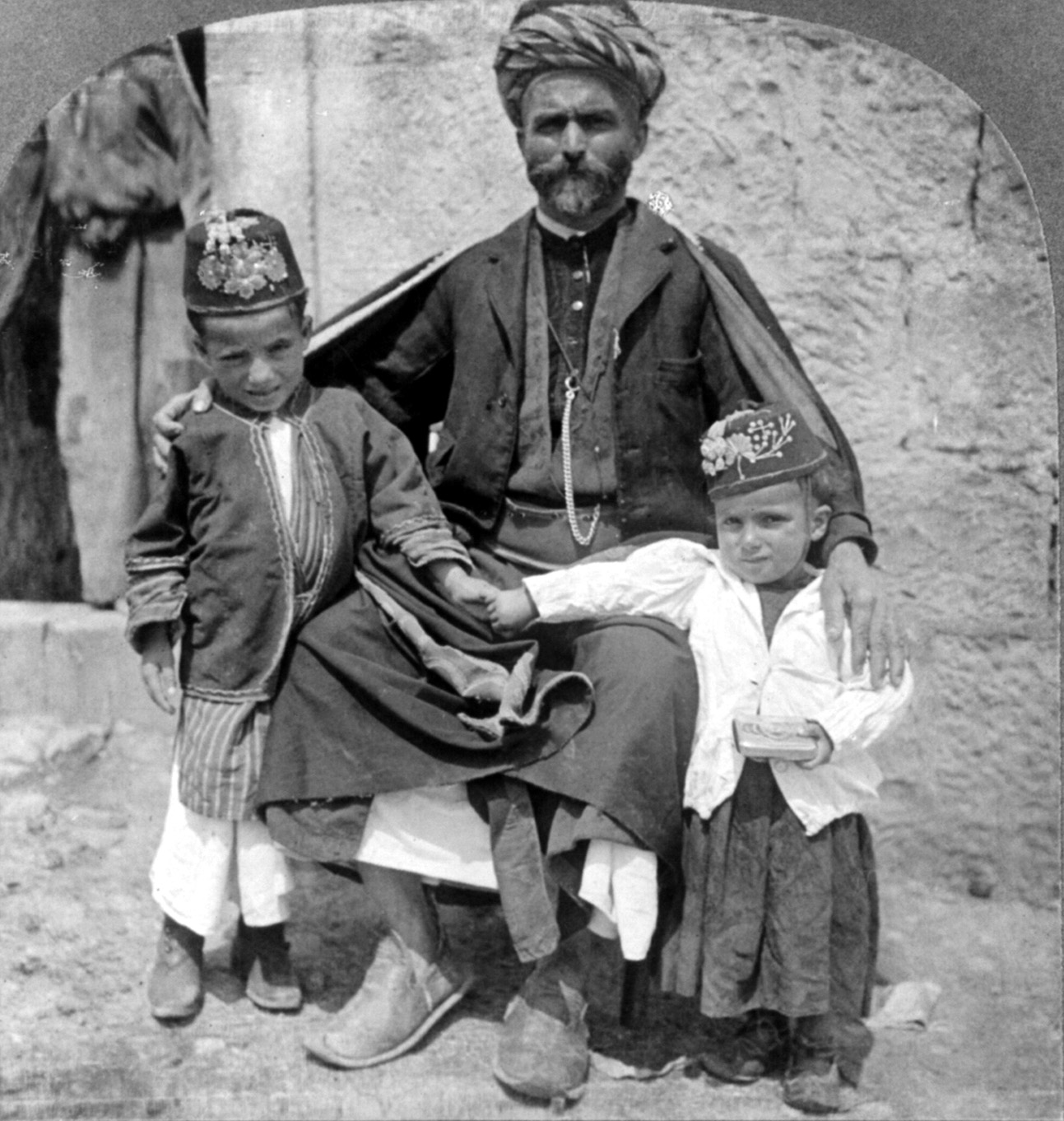
Deze foto uit 1905 laat een vader met twee zoons zien in traditionele kleding. Palestina behoorde toen tot het Ottomaanse Rijk

De naam Palestina gaat terug tot de oudheid. Hij is afkomstig van het Griekse Παλαιστίνη, dat vanuit die taal vertaald werd in het Latijn: Palaestina. De Arabische naam luidt فلسطين, dat getranslitereerd kan worden als Filasṭīn, Falasṭīn of Filisṭīn. Palestina slaat terug op de Filistijnen, een volk dat zich waarschijnlijk rond de 13e eeuw v.Chr. in het toenmalige Kanaän vestigde. Toen de Israëlieten in Kanaän terechtkwamen waren de Filistijnen een van de volken die zij daar aantroffen en met wie ze regelmatig strijd leverden. De Filistijnen bewoonden het zuidwesten van Kanaän tot het begin van de 6e eeuw v.Chr., toen de Babyloniërs het gebied veroverden. Een groot deel van de bevolking in Palestina werd in ballingschap weggevoerd, de rest ging op in de omliggende volken. De hedendaagse Palestijnen zijn waarschijnlijk geen directe afstammelingen van de Filistijnen.
Het gebruik van de aanduiding Palestina voor het gebied dat later het Mandaatgebied Palestina werd stamt al uit de klassieke oudheid en werd onder andere gehanteerd door Herodotus (5e eeuw v.Chr.) en Plinius de Oudere (1e eeuw). Ook op munten geslagen tijdens de regering van Vespasianus (69-79) wordt deze aanduiding gebruikt. Na de Bar Kochba-opstand (ofwel de Tweede Joodse Opstand) (135) worden de Romeinse provincies Syria en Judea door keizer Hadrianus samengevoegd tot de provincie Syria-Palestina. 
Vanaf de 16e eeuw tot 1917 maakte Palestina onderdeel uit van het Ottomaanse Rijk. Het gebied vormde binnen het Ottomaanse rijk geen administratieve eenheid, maar de Arabieren en Joden die er woonden, alsook de Ottomaanse functionarissen, noemden het gebied Palestina en de inwoners ervan Palestijnen.

## Geschiedenis

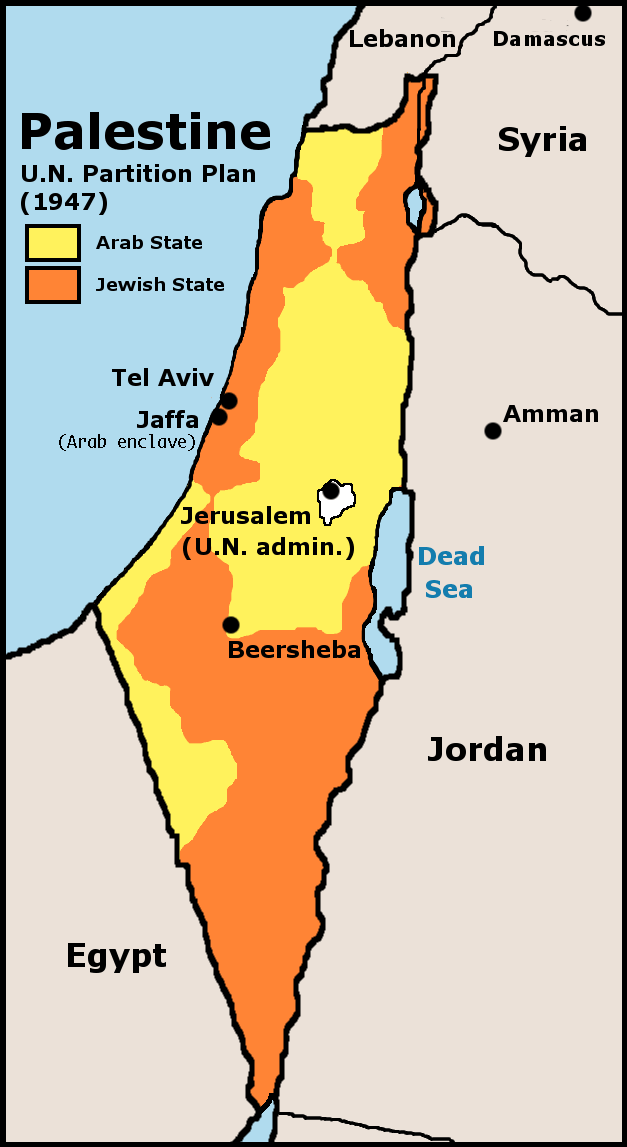
Kaart Verdelingsplan van 29 november 1947
Bruin = voorgesteld voor Joodse staat
Geel = voorgesteld voor Arabische staat
Wit = Jeruzalem onder internationaal bestuur

In november 1947 nam de Algemene Vergadering van de Verenigde Naties resolutie 181 aan. Deze resolutie deed de aanbeveling het Britse Mandaatgebied Palestina te verdelen. Meer dan de helft (echter het grootste deel bestond uit de Negev-woestijn) moest worden bestemd voor een Joodse staat, Jeruzalem zou onder internationaal bestuur geplaatst worden, en iets meer dan 42 procent zou overblijven voor een Palestijns-Arabische staat. Het aanvaarden van deze resolutie werd door de zionistische beweging, die hiervoor tientallen jaren geijverd had, gevierd als een historische overwinning. Door de Arabische Palestijnen en door de Arabische staten daarentegen werd het als een rampzalig onrecht beleefd dat het grootste deel van Palestina aan de zionistische beweging toegewezen zou worden. De Arabische Liga had iedere verdeling van het mandaatgebied afgewezen en had al in 1946 de onafhankelijkheid van Palestina als eenheidsstaat geëist. In september 1947 had de Arabische Liga de Arabische Palestijnen opgeroepen in opstand te komen tegen een mogelijke verdeling van het land en had ze de Arabische bevolking steun toegezegd in manschappen, financiën en materieel voor het geval de Verenigde Naties tot een verdeling zouden besluiten.

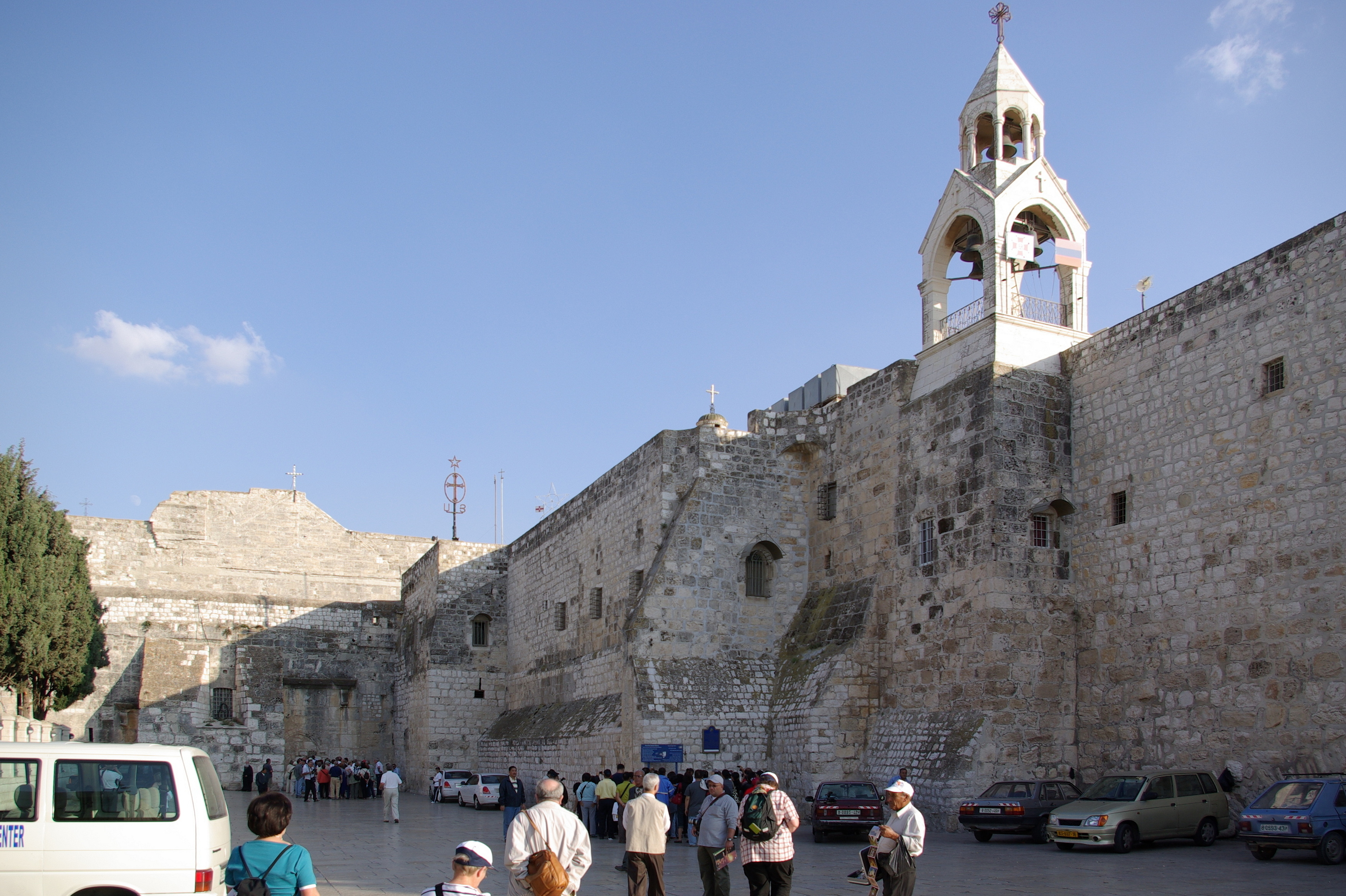
De Geboortekerk in Bethlehem is gebouwd op de plek waar Jezus geboren zou zijn

Niettemin riep de zionistische beweging op 14 mei 1948, nadat Groot-Brittannië het mandaat over dit gebied neergelegd had, de staat Israël uit in dat deel van Palestina dat resolutie 181 aan de Joodse staat toegewezen had. De Arabische staten accepteerden dit niet, en hierop volgde de Arabisch-Israëlische Oorlog van 1948. Israël veroverde in deze oorlog een deel van het gebied dat in het verdelingsplan voor een Arabische staat bestemd was, alsmede West-Jeruzalem. Deze gebieden werden door Israël geannexeerd. Het toenmalige Transjordanië veroverde het grootste deel van het gebied dat in resolutie 181 was aangewezen als Arabische staat. Dit gebied, dus de Westelijke Jordaanoever, werd geannexeerd door Transjordanië, dat om die reden zijn naam wijzigde in Jordanië. De Gazastrook werd ingenomen door Egypte. Hier werd door de Arabische Liga een Palestijnse regering ingesteld.
In de Zesdaagse Oorlog van 1967 werden de Westelijke Jordaanoever en de Gazastrook door Israël veroverd en onder Israëlisch militair bestuur geplaatst.
Op 15 november 1988 richtte de Palestijnse Bevrijdingsorganisatie (PLO) in ballingschap in Algiers de Staat Palestina op met het uitroepen van de Palestijnse Onafhankelijkheidsverklaring. Het eist de soevereiniteit over de Palestijnse gebieden op, waarvan de grenzen gegeven worden door de Groene Lijn die afgesproken werd aan het einde van de Arabisch-Israëlische Oorlog. Bij een top van de Arabische Liga in 1974 was de PLO al uitgeroepen tot de enige wettelijke vertegenwoordiger van het Palestijnse volk. In datzelfde jaar kreeg de PLO binnen de VN de status van waarnemende entiteit.
Sinds de bezetting zijn duizenden Palestijnen gevlucht en honderden bij gevechten met het Israëlische leger gedood. Israël heeft ondertussen meer dan tweehonderd nederzettingen in deze gebieden gebouwd. Aanslagen van Palestijnen op Israëlische doelen eisten eveneens honderden doden. In 2005 zijn de nederzettingen in de Gazastrook ontruimd en heeft Israël zich uit dit gebied teruggetrokken. De Palestijnen zijn qua werk, water, voedsel, behuizing, geld, stroom, grensovergangen en transport afhankelijk van Israël.
Na onderhandelingen tussen Israël en de PLO werden in 1993 de Oslo-akkoorden gesloten. Als onderdeel van deze akkoorden werd in 1994 de Palestijnse Autoriteit opgericht, die over bepaalde delen van de Palestijnse gebieden een bepaalde mate van autonomie kreeg. De Oslo-akkoorden geven niet precies aan wat de toekomst van de Palestijnse Autoriteit zou zijn, maar er was een ongeschreven begrip van beide zijden dat, in het kader van het permanentestatusverdrag, het de basis zou vormen van een onafhankelijke Palestijnse staat. Yasser Arafat werd na het ondertekenen van de Oslo-akkoorden president van de Palestijnse Autoriteit.
In 2002 vaardigde de Veiligheidsraad van de VN resolutie 1379 uit: "Er moeten twee onafhankelijke staten komen: Israël en Palestina, op basis van resolutie 242 en 338". Deze twee resoluties eisten dat Israël zich terugtrok uit de bezette gebieden, waarmee de VN-Veiligheidsraad duidelijk maakte dat "de staat Palestina" moest komen op de door Israël bezette gebieden.
In 2003 besliste de Veiligheidsraad met resolutie 1515 nogmaals dat Israël en Palestina twee onafhankelijke staten moesten worden, en gaf "Het Kwartet" (= VN, Rusland, VS en EU) de opdracht om de "roadmap" uit te voeren. Vanwege de Tweede Intifada en de oorlog in 2006 kwamen de vredesbesprekingen tussen de Palestijnen en de Israëliërs echter tot stilstand.
Na de dood van Yasser Arafat op 11 november 2004 werden op 9 januari 2005 presidentsverkiezingen gehouden waarbij de voormalig premier Mahmoud Abbas van de Fatah-partij tot president werd gekozen. Bij de Palestijnse parlementsverkiezingen 2006 won Hamas met een overgrote meerderheid in de Palestijnse Wetgevende Raad, het parlement, en werd daarmee de grootste politieke partij in Palestina. Het Kabinet-Haniya I werd op 29 maart 2006 geïnstalleerd. Eind 2006 brak de Palestijnse Burgeroorlog uit tussen Fatah en Hamas en wist Hamas op 14 juni 2007 de controle over de Gazastrook over te nemen van Fatah. Hierop ontsloeg president Abbas premier Haniya en benoemde hij Salam Fayyad als opvolger. Hij is van de Derde Weg Partij en dus geen lid van Hamas of Fatah. Palestina is daarmee uiteengevallen in twee delen. Hamas heeft de macht in de Gazastrook en Fatah heeft controle over de Westelijke Jordaanoever.
Op 27 november 2007 werd er in de Amerikaanse plaats Annapolis op initiatief van de Verenigde Staten een internationale vredesconferentie gehouden teneinde vredesbesprekingen tussen Israël (opgericht als joodse staat) en de Palestijnen (die streven naar een Arabische staat) weer op gang te brengen. Op grond hiervan werden op 5 december de directe besprekingen tussen de Palestijnen en de Israëliërs hervat. Op 17 december 2007 werd er in Parijs een internationale donorconferentie gehouden om de Palestijnse gebieden weer op de been te helpen. Bijna zeventig landen en de grootste internationale organisatie deden hieraan mee. In totaal werd er meer dan vijf miljard euro toegezegd. Op 27 december 2008 begon het Israëlische leger met een militaire operatie in de Gazastrook, naar eigen zeggen met als doel raketaanvallen vanuit de Gazastrook te stoppen. Bij de gevechten en luchtaanvallen vielen onder de inwoners van de Gazastrook ongeveer 1300 doden, waarvan (afhankelijk van de bron) een derde tot twee derde deel burgerslachtoffers zouden zijn. Ook werden 20.000 gebouwen in de Gazastrook verwoest of beschadigd. De materiële schade werd geschat op € 1,3 miljard.
Op 11 mei 2009 deed de VN Veiligheidsraad een hernieuwde oproep voor de oprichting van een Palestijnse staat. Deze oproep is in lijn met de wens van de Amerikaanse regering. Op 12 april 2011 brachten de Verenigde Naties een rapport uit waarin werd geconcludeerd dat Palestina klaar is om zelfstandig te functioneren, waarmee de weg open ligt voor erkenning als een onafhankelijk land. Op 29 november 2012 werd door de Verenigde Naties aan Palestina de status van "waarnemerstaat niet-lid" toegekend, vergelijkbaar met die van Vaticaanstad. Hierdoor kon Palestina desgewenst toetreden tot VN-commissies en ook toetreden tot het Internationaal Strafhof te Den Haag.

## Geografie

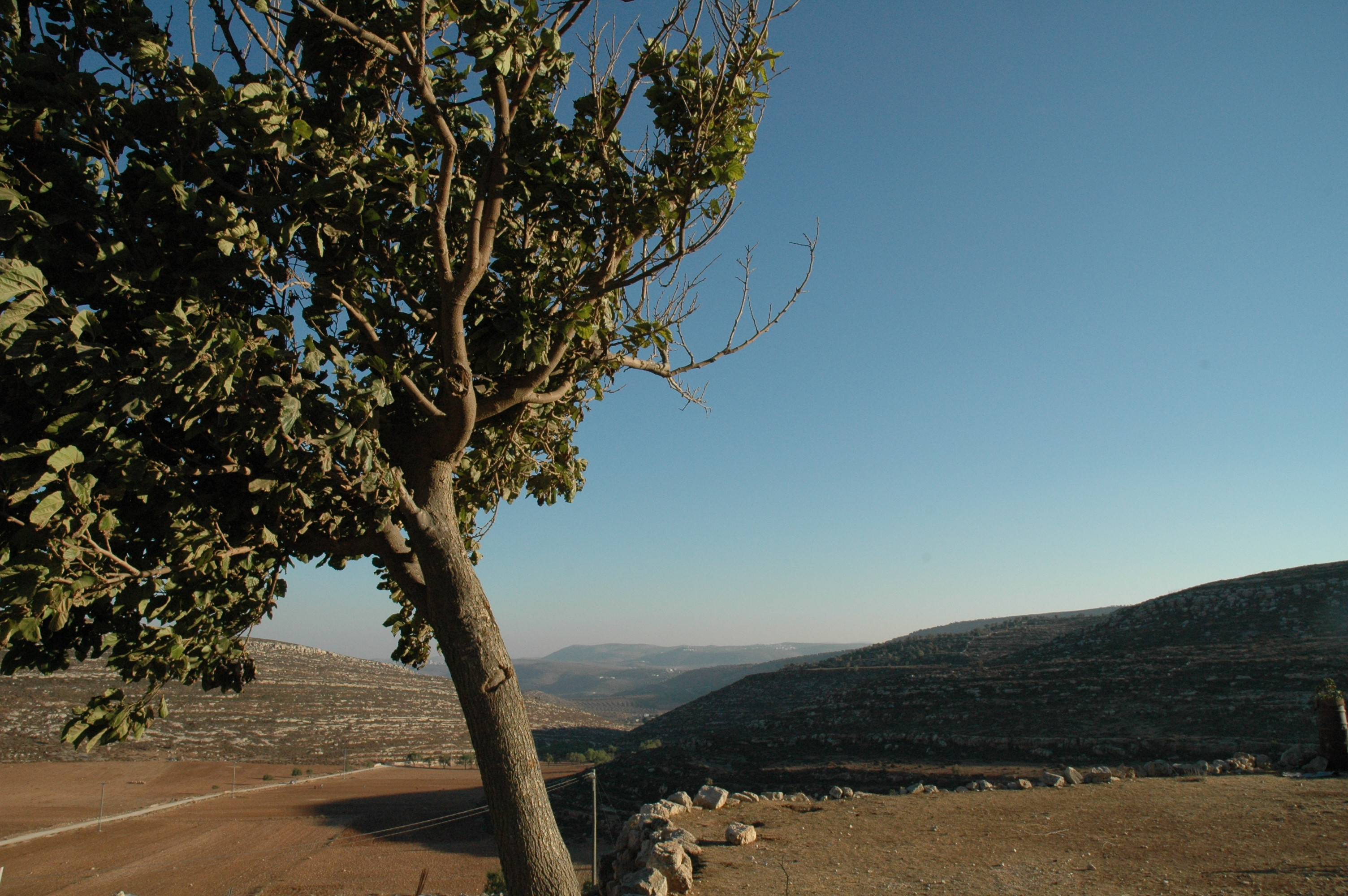
Landschap op de Westelijke Jordaanoever

Palestina bestaat uit twee door Israël gescheiden gebieden: de Gazastrook ten westen van Israël en de Westelijke Jordaanoever ten oosten ervan.

### Gazastrook
De Gazastrook heeft een oppervlakte van ongeveer 360 km². Het gebied grenst aan Israël, Egypte en de Middellandse Zee. De kustlijn is ongeveer 40 km lang, de grens met Egypte ongeveer 11 km en de grens met Israël ongeveer 51 km. Het gebied heeft een droog klimaat met milde winters en droge, warme zomers. Het land is vlak tot golvend met duinen aan de kust. Het hoogste punt ligt 105 meter boven zeeniveau. De natuurlijke hulpbronnen zijn landbouwgrond (een derde van het gebied is geïrrigeerd) en recentelijk ontdekt aardgas. De Gazastrook is sterk afhankelijk van water uit de Wadi Gaza, die ook voor Israël een waterbron is.
Enkele belangrijke steden en plaatsen in de Gazastrook zijn: Gazastad, Rafah, Khan Younis, Jabalia, Beit Lahla, Beit Hanoun, Dayr al-Balah en Abasan al-Kabera.

### Westelijke Jordaanoever
De Westelijke Jordaanoever heeft een oppervlakte van 5628 km² en wordt geheel door land omsloten, met uitzondering van het zuidoosten dat grenst aan de Dode Zee. Het gebied bestaat grotendeels uit een onregelmatig heuvelachtig land met wat vegetatie in het westen en vrij weinig begroeiing in het oosten. De hoogte varieert van 408 m onder zeeniveau aan de kustlijn van de Dode Zee tot 1030 m boven zeeniveau op de Nabi Yunis. De Westelijke Jordaanoever kent weinig natuurlijke hulpbronnen, met uitzondering van de hoger gelegen landbouwgrond die ongeveer 27% van het gebied beslaat.
Enkele belangrijke steden op de Westelijke Jordaanoever zijn: Bethlehem, Beit Jala, Hebron of Al Khalil, Jenin, Jericho, Nablus, Oost-Jeruzalem, Qalqiliya, Ramallah, Rawabi, Toelkarem en Yattah.

## Bestuur
Omdat Palestina bezet gebied is, hebben de Palestijnen slechts beperkt zelfbestuur over hun grondgebied. Op grond van de Oslo-akkoorden van 1993-95 hebben de Palestijnen in theorie zeggenschap over een deel van de Westoever en over de gehele Gazastrook. Officieel regeert hier de Palestijnse Autoriteit (PA), maar Gaza wordt sinds 2007 de facto bestuurd door de politieke tak van Hamas. In de rest van het gebied zwaait de bezettingsmacht Israël de scepter.

### Zelfbestuur over de Westoever

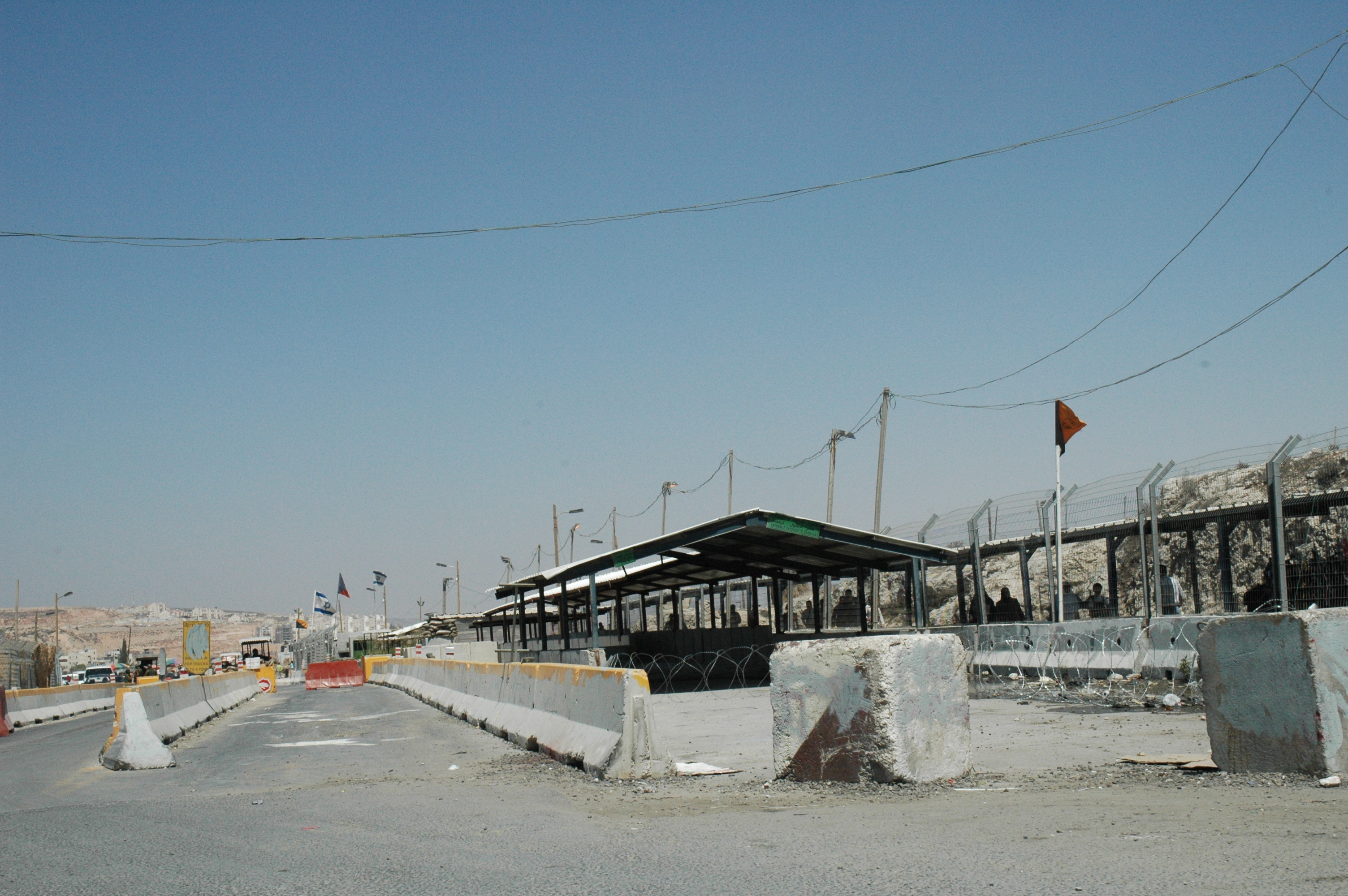
Israëlische controlepost op de Westelijke Jordaanoever

In de Oslo-akkoorden is de Westoever bestuurlijk ingedeeld in de gebieden Zone A (de 'A-gebieden', samen 3% van het landoppervlak), Zone B ('B-gebieden', circa 25%) en Zone C (de 'C-gebieden', bij ondertekening circa 70%, nu nog circa 60%).
Formeel is de PA in Zone A verantwoordelijk voor burgerzaken en handhaving van de orde en veiligheid. In de praktijk kunnen Israëlische veiligheidstroepen echter naar believen de A-gebieden vrijuit binnenvallen. In Zone B gaat de PA alleen over burgerzaken en Israël over de veiligheid. De rest staat volledig onder Israëlisch militair bestuur, uitgevoerd door de Civil Administration.

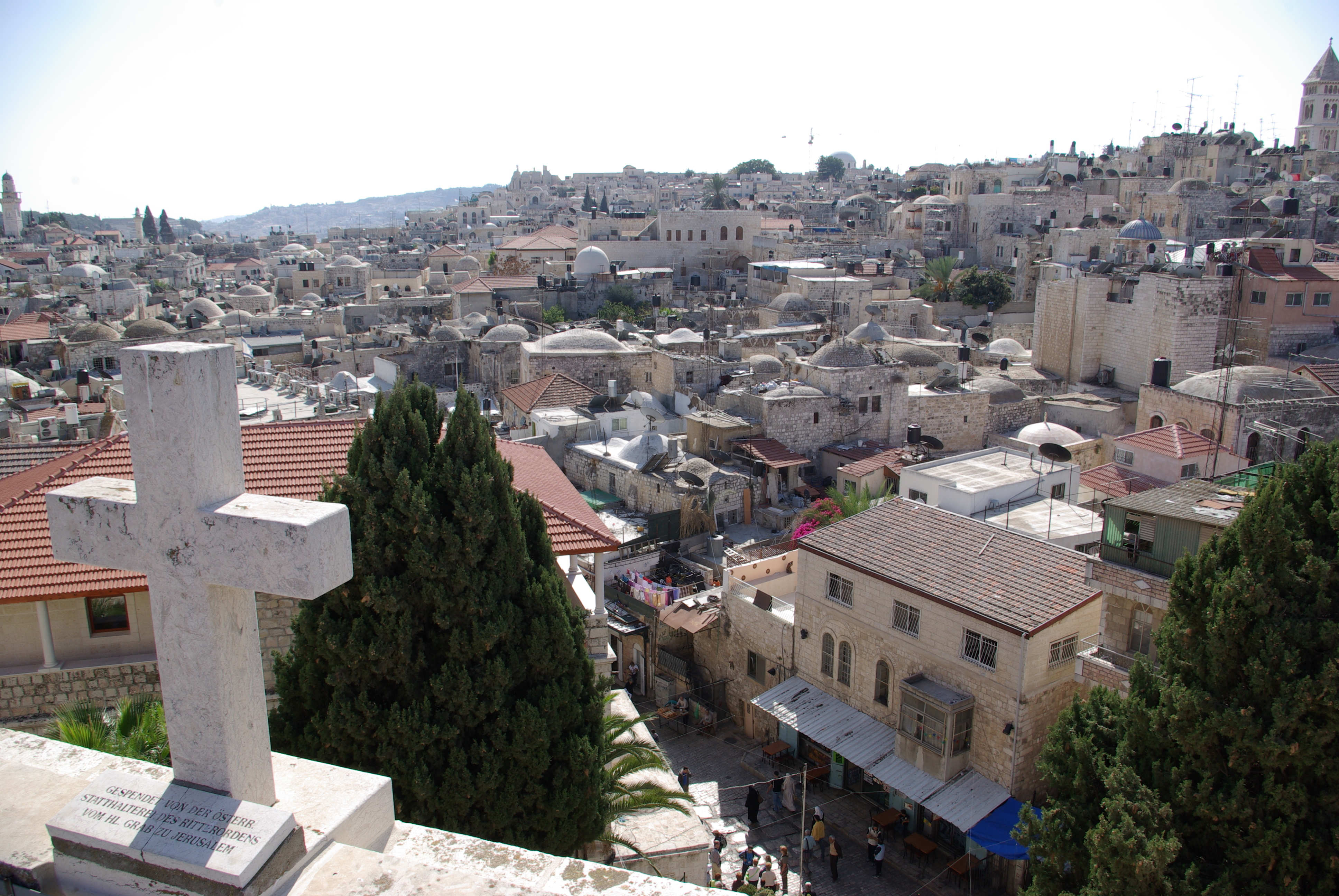
Oost-Jeruzalem is de geclaimde hoofdstad van Palestina

Oost-Jeruzalem is de hoofdstad van Palestina. Israël veroverde deze stad op Jordanië tijdens de Zesdaagse Oorlog in 1967, waarbij Israël de Westelijke Jordaanoever inclusief Oost-Jeruzalem bezette en annexeerde in 1981 Oost-Jeruzalem samen met vele Palestijnse dorpen in de omgeving ervan. Deze annexatie is volgens internationaal recht niet erkend.

### Israëlisch bestuur over de Westoever
Op de Westelijke Jordaanoever bevinden zich Israëlische nederzettingen die rechtstreeks worden bestuurd door Israël. Daarnaast doorsnijden wegen voor kolonisten en het Israëlische leger het gebied.

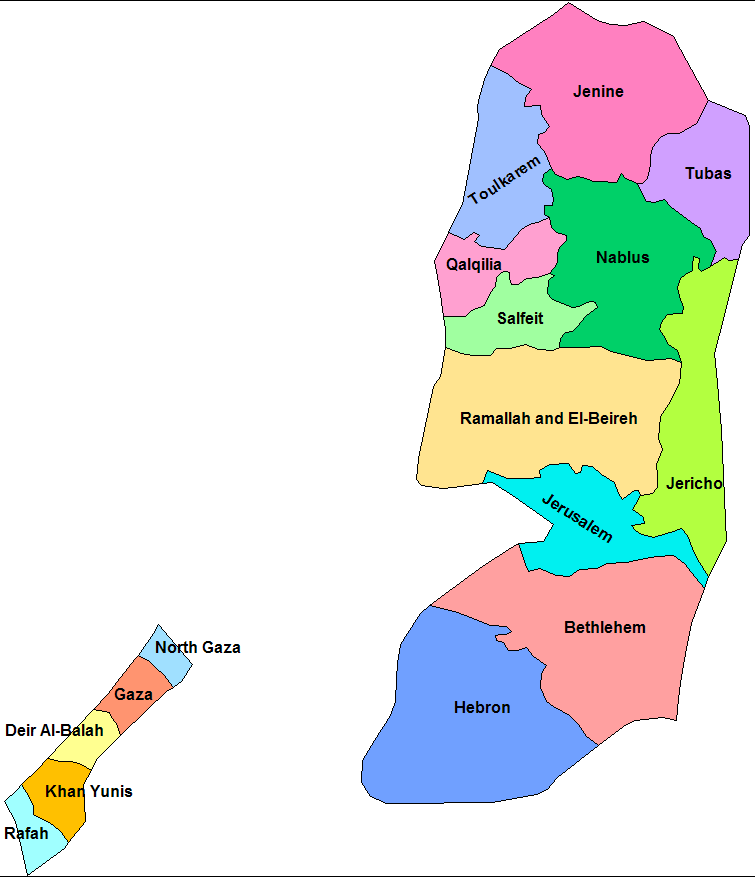
Bestuurlijke indeling van de PA
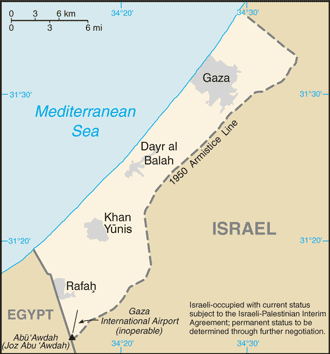
Gazastrook
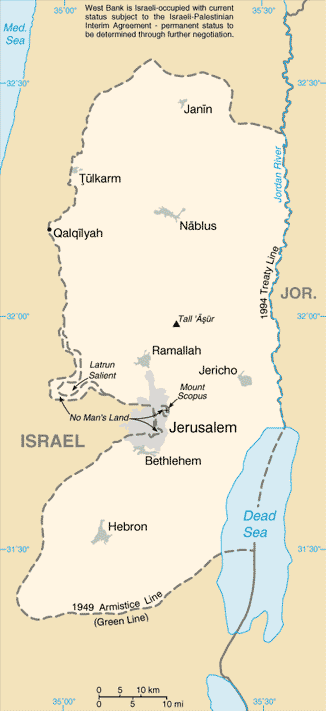
Westelijke Jordaanoever
Oost-Jeruzalem

### Internationale betrekkingen
Op 23 september 2011 heeft president Abbas het lidmaatschap van de VN aangevraagd. De Veiligheidsraad van de Verenigde Naties kon echter niet instemmen met dit verzoek, doordat enkele leden van de raad, waaronder de Verenigde Staten, dit blokkeerden. Daaropvolgend heeft Abbas het verzoek ingediend dat Palestina in plaats van waarnemer waarnemerstaat niet-lid zou worden, aangezien hiervoor alleen de toestemming van de Algemene Vergadering van de Verenigde Naties en niet die van de Veiligheidsraad nodig is. De Algemene Vergadering stemde op 29 november 2012 met 138 tegen 9 stemmen (bij 41 onthoudingen) in met Resolutie 67/19, waardoor Palestina als waarnemerstaat niet-lid het recht heeft aanwezig te zijn en te spreken bij de Algemene Vergadering, desgewenst kan toetreden tot VN-commissies en zich ook kan wenden tot het Internationaal Gerechtshof en het Internationaal Strafhof in Den Haag. Op 31 oktober 2011 besloot de UNESCO al om Palestina als lid toe te laten. Palestina is tevens lid van de Arabische Liga. Op 30 oktober 2014 besloot Zweden als eerste West-Europees EU-land Palestina officieel als staat te erkennen. Acht andere EU-landen hadden Palestina al erkend voordat zij tot de EU toetraden, namelijk Polen, Tsjechië, Slowakije, Hongarije, Roemenië, Bulgarije, Cyprus en Malta. Op 13 mei 2015 volgde Vaticaanstad na een vijftien jaar durende onderhandeling met Palestijnse ambtenaren rondom een bilateraal verdrag. Tot dusver hebben, inclusief Vaticaanstad, 137 landen in de wereld Palestina als staat erkend. Nederland stemde op 29 november 2016 met vijf stemmen verschil (71 om 76) tegen de erkenning.

### Politiek
In artikel 1 van het Charter/Handvest van de PLO staat dat Palestijnen deel uitmaken ‘van het grotere deel van de Arabische natie’. De PLO is volgens artikel 6 uitdrukkelijk van oordeel dat joodse inwoners van vóór "de zionistische invasie" een oorspronkelijk recht hebben in de staat Palestina te wonen en als "Palestijns" worden beschouwd. Artikel 13 gaat over de verhouding tot het Arabisch nationalisme: "Arabische eenheid en de bevrijding van Palestina zijn twee complementaire doelen: het bereiken van elk van deze vergemakkelijkt het bereiken van het andere. Arabische eenheid leidt dus tot de bevrijding van Palestina, de bevrijding van Palestina leidt tot Arabische eenheid; het werken aan de realisatie van het ene doel gaat hand in hand met het werken aan de realisatie van het andere".
Dit panarabisme lijkt op de territoriale claim als het panislamisme van Hamas (zie hieronder). Maar Artikel 16 van het Handvest van de PLO beroept zich uitdrukkelijk niet op een voorondersteld islamitisch karakter van Palestina, maar spreekt juist over "de heiligheid" en het belang van het Land voor méérdere religies: "De bevrijding van Palestina, gezien vanuit een geestelijk standpunt, zal het Heilige Land voorzien van een sfeer van veiligheid en rust, wat op zijn beurt een garantie zal vormen voor de religieuze heiligdommen in het land en voor de vrijheid van godsdienst, geldend voor iedereen, zonder onderscheid naar ras, kleur, taal of godsdienst". Er is dus in de Palestijnse politiek een geschil tussen degenen die alleen de heilige plaatsen – van meerdere religies welteverstaan – willen garanderen en onder seculier gezag willen plaatsen en degenen die de heiligheid van het land voor moslims in exclusieve zin beklemtonen.
In artikel 11 van het eigen Handvest van Hamas, die in de Palestijnse politiek de belangrijkste tegenstander is van de seculiere Fatah-partij, wordt herinnerd aan discussies tussen Kalief Umar ibn al-Khattāb ofwel Omar (584-644), de veroveraar van Jeruzalem, met metgezellen van de Profeet. Deze discussies zouden volgens het handvest van Hamas aantonen dat het Land werd gewijd aan de moslims "door alle generaties en tot de Dag van de Opstanding".

## Bevolking

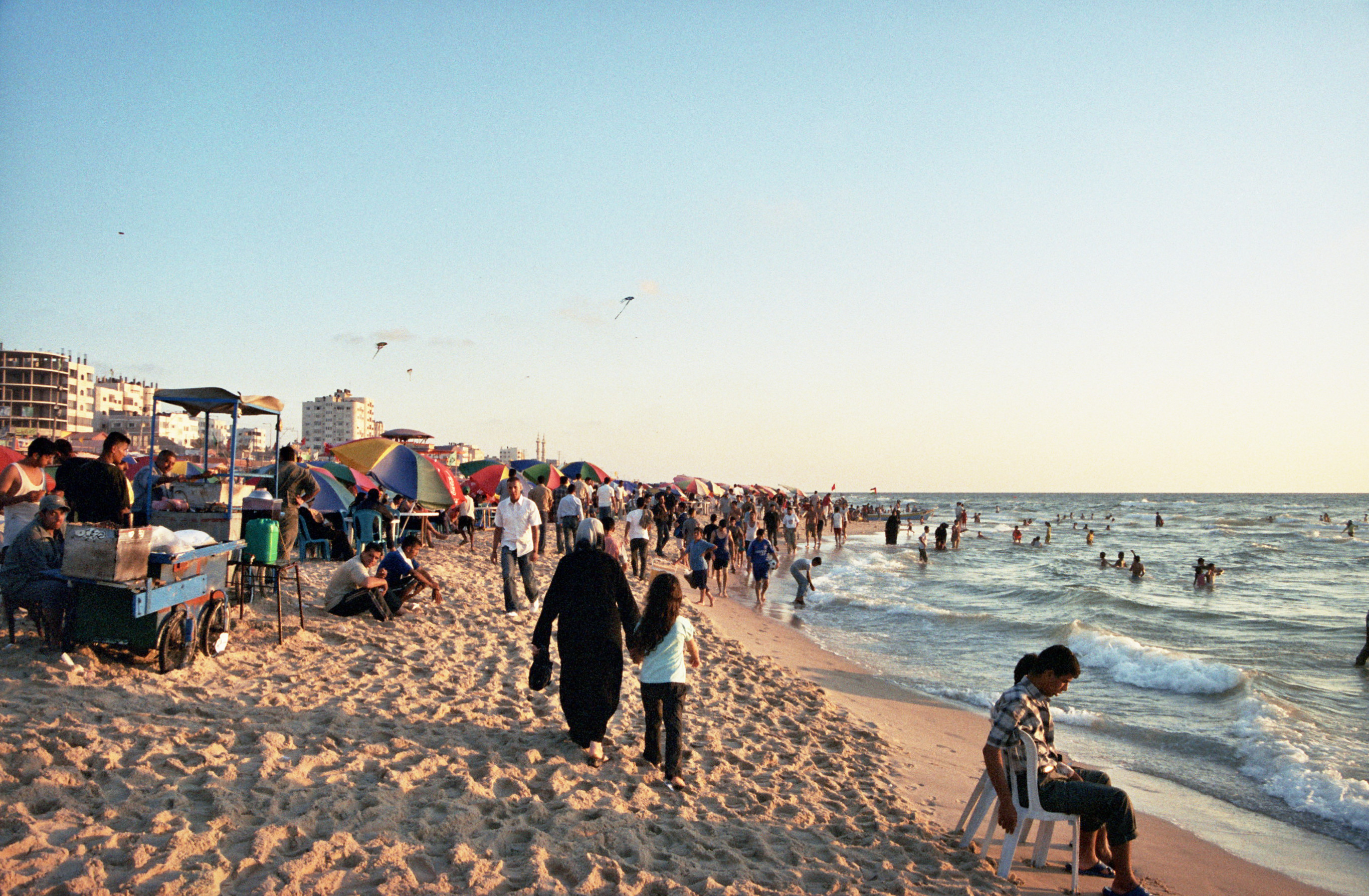
Strand van de stad Gaza

Het aantal personen in de Palestijnse Autoriteit bedroeg volgens officiële cijfers in 2007 3,8 miljoen.(Census 2007). Het Palestinian Central Bureau of Statistics schatte voor medio 2016 het aantal Palestijnen in de Palestijnse gebieden op 4,8 miljoen. De Britse krant The Guardian gaf een schatting van 3,76 miljoen (in 2008). Daarmee behoren de Palestijnse gebieden tot de snelst in inwoneraantal groeiende gebieden in de wereld met een toename van 30% in tien jaar.
Sinds 1950 is de bevolking in 1998 met een factor 15 vermenigvuldigd. De oorzaken hiervoor zijn de instroom van vluchtelingen en een natuurlijke aangroei.
De meerderheid van de bevolking is (soennitisch) islamitisch. In 2011 leefde er een stabiele minderheid van 50.000 christenen van zo'n 13-tal kerkgenootschappen in de Palestijnse gebieden, grotendeels wonend in de Westelijke Jordaanoever. Het percentage christenen neemt af vanwege de voortdurende emigratie van gemiddeld 1000, voornamelijk jongere mannen, per jaar door sociaaleconomische omstandigheden en het lagere geboorteoverschot.
Deze cijfers hebben betrekking op de gebieden die onder controle staan van de Palestijnse autoriteit. Daarnaast hebben de Westelijke Jordaanoever en Oost-Jeruzalem een omvangrijke en groeiende joodse bevolking.
Naast de bevolking in de Palestijnse gebieden leven miljoenen Palestijnen, afstammelingen van de Palestijnse vluchtelingen van 1948, buiten Palestina. In Jordanië hebben zij burgerrechten en een paspoort, maar in andere Arabische landen zijn de Palestijnen veelal stateloos en wanneer zij ook geen geboorteakte of paspoort hebben ook rechteloos, zoals bij de Palestijnse vluchtelingen die de burgeroorlog in Syrië ontvlucht zijn.

## Economie

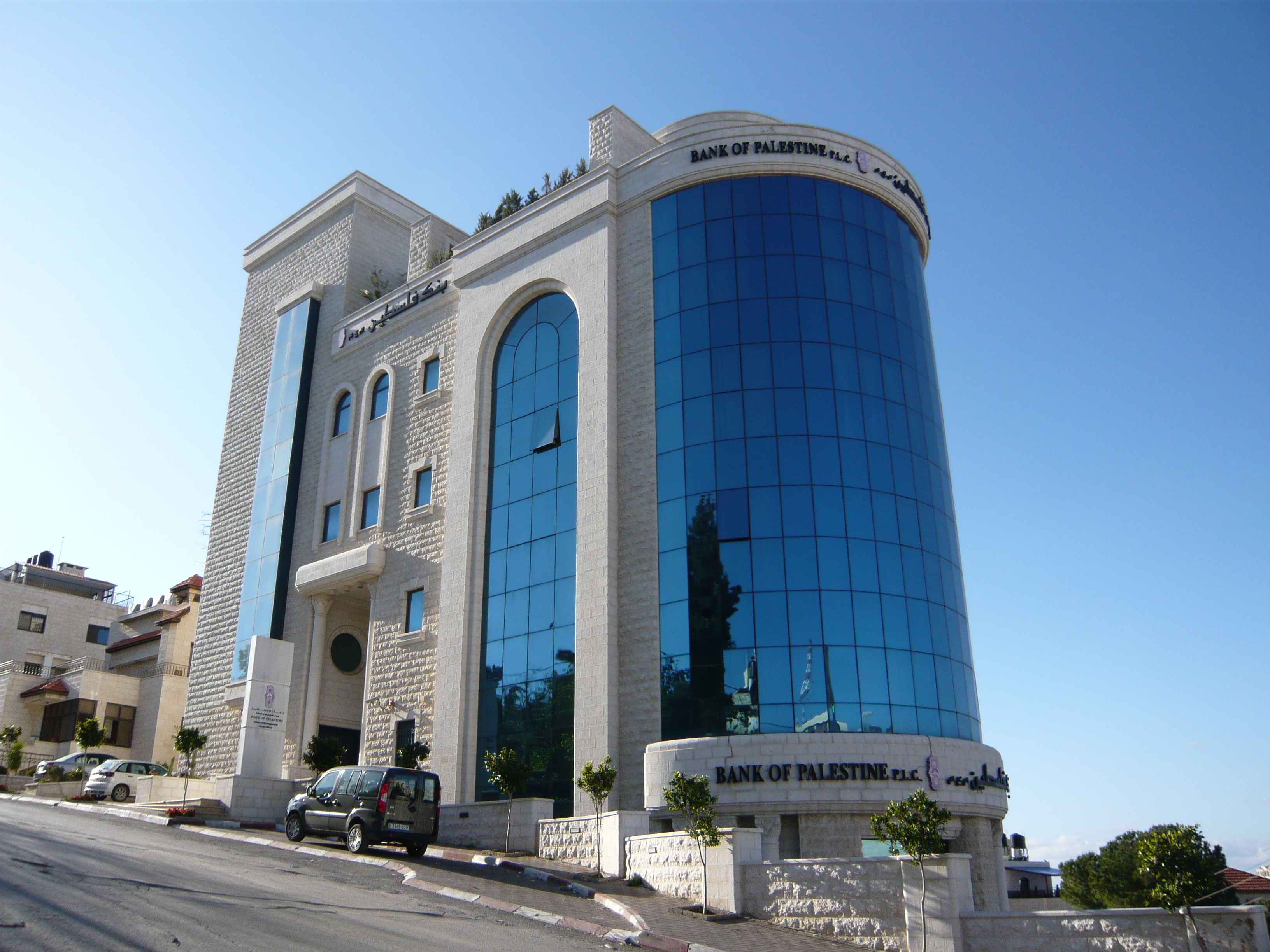
De Nationale Bank van Palestina in Ramallah

### Economische gevolgen van de bezetting
De bezetting door Israël heeft de economie van Palestina sterk doen wankelen. Het rapport van de United Nations Conference on Trade And Development UNCTAD van september 2016 concludeert dat zonder deze bezetting de Palestijnse economie en productie minimaal twee keer zo groot zou zijn. De belangrijkste oorzaken zijn:
- de confiscatie van Palestijns land, water en andere natuurlijke bronnen,
- verlies van ruimte voor beleid,
- bewegingsbeperking van personen en goederen,
- vernieling van de basisbenodigdheden en middelen voor productie ,
- de uitbreiding van de Israëlische nederzettingen,
- opdeling van binnenlandse markten,
- de afscheiding van internationale markten, en
- gedwongen afhankelijkheid van de Israëlische economie.

Bovendien heeft een continu proces van tenietdoen van landbouwbedrijven en industrialisatie de structuur van de Palestijnse economie ontwricht.

### Transport en logistiek
De Palestijnse Autoriteit bouwde in de jaren 90 een internationale luchthaven bij Gaza met hulp van verschillende landen. Israël sloot en vernietigde deze luchthaven korte tijd na het uitbreken van de tweede Intifada. Hetzelfde gebeurde met de haven in de Gazastrook, die al tijdens de bouw ervan, waaraan Nederland veel bijgedragen had, werd verwoest door het Israëlische defensieleger. Door de oorlogen met Israël is er van enige opbouw niets meer gekomen. Vanwege de restricties om toegang te krijgen tot de Gazastrook vindt er smokkel van goederen plaats via tunnels.
Verschillende wegen doorkruisen de Palestijnse gebieden. De meeste wegen (highway en bypass-roades) zijn alleen voor auto's met (gele) Israëlische nummerborden toegankelijk en verbinden de nederzettingen met elkaar en met Israël. Langs de wegen die wel beschikbaar zijn voor Palestijnse auto's zijn controleposten (checkpoints) van het Israëlische leger ingericht, in totaal zo'n 500. Hierdoor is de mobiliteit van de Palestijnen beperkt. Voor zowel Palestijnen als Israëli's is het niet altijd even veilig om over deze wegen te reizen, er komen soms beschietingen voor. De Israëlische noord-zuid-'Route 60', die Nazareth met Beër Sjeva verbindt, loopt geheel over Palestijns gebied.
De (Israëlische) bussen die reizen naar nederzettingen op de Westelijke Jordaanoever zijn gemaakt van kogelvrij materiaal. De bussen op de Westelijke Jordaanoever zijn gesegregeerd, Palestijnen mogen de Israëlische controleposten niet passeren. Ook zijn er aparte bussen voor joodse kolonisten en Palestijnen. De controleposten zijn volgens de Israëlische militaire autoriteiten bedoeld om aanslagen te voorkomen. De Palestijnse Autoriteit ziet ze als stappen in een ontmoedigingsproces van fragmentarisering en uiteindelijke annexatie van het Palestijnse gebied.
Wegblokkades worden door Israël vaak aangewend als maatregel tegen geweld. Begin september 2016 werden 90.000 mensen in het dorp Burin door het IDF opgesloten, doordat de toegangswegen tot hun dorp door militairen van het IDF waren gebarricadeerd met puin en stenen. Dit zou een 'collectieve straf' zijn vanwege stenengooien. De Israëlische mensenrechtenorganisatie Rabbis for Human Rights hadden hiertegen protest aangetekend omdat het in strijd was met een beslissing van het Hooggerechtshof van Israël.

### Arbeidsmarkt
Door de miserabele economische situatie zijn vele Palestijnen financieel afhankelijk van de Israëlische arbeidsmarkt. Tijdens de jaren negentig is Israël echter begonnen met vervangen van Palestijnen door buitenlandse gastarbeiders. Dat was voor Israël economisch rendabeler en beperkte bovendien de afhankelijkheid van Palestijnen als bron van goedkope arbeid. Israël bracht dit ook in verband met veiligheid. Dit schaadde de Palestijnse economie. Palestijnen die in Israël werken moeten door controleposten gaan en vaak urenlang wachten.
In een rapport van Human Rights Watch wordt melding gemaakt van misbruik en uitbuiting van Palestijnse kinderen in de leeftijd vanaf 11 jaar, en soms nog jonger, die hele dagen voor kolonisten in de nederzettingen in de Jordaanvallei werken in de agrarische industrie. Dit is strijdig met en een schending van internationale verdragen ter bescherming van kinderen.

### Financiële situatie
De Palestijnse Autoriteit ontving aanvankelijk aanzienlijke financiële steun van de Europese Unie, de Verenigde Staten en de Arabische Liga. Toen Hamas echter deel begon uit te maken van de Palestijnse regering werd de financiële steun vanuit de Europese Unie en de Verenigde Staten bevroren. De reden hiervoor is dat ze Hamas beschouwen als een terroristische organisatie en deze niet wensten te steunen. De humanitaire situatie in Palestina is hierdoor verslechterd. Sinds Hamas in 2007 de controle over de Gazastrook heeft verkregen en Fatah is verdreven naar de Westelijke Jordaanoever, ontvangt Fatah weer steun van de EU. Dit om te voorkomen dat het restant van Palestina ook in handen komt van Hamas. Op de internationale donor- en vredesconferentie in Parijs op 17 december 2007 was door bijna 70 landen meer dan vijf miljard euro voor opbouw toegezegd. Op 27 december 2008 begon het Conflict in de Gazastrook 2008-2009 waardoor er niets van terecht is gekomen.

## Cultuur